# ドアをノックするのは誰だ?
「ドアをノックするのは誰だ?」（ドアをノックするのはだれだ）は、小沢健二の8thシングル。1995年3月29日に東芝EMIから発売。

## 解説
前作『強い気持ち・強い愛/それはちょっと』から約1か月という短期間でリリースされた作品で、2ndアルバム『LIFE』からのシングル・カット。本作はクリスマス・ソングなのだが、シーズンオフの3月に発売。ちなみに、本作はシングル盤としてリリースされる前に、12インチシングル『ラブリー』のB面に収録されていた。
表題曲は本来、「ドアをノックするのは誰だ? (ボーイズ・ライフpt.1:クリスマス・ストーリー)」というタイトルだが、シングルのタイトルと同様に単に「ドアをノックするのは誰だ?」と表記されることもある。小沢の所属事務所「ドアノック・ミュージック」はこの曲のタイトルに由来する。
裏ジャケットには、この曲のダンス振り付けが載っている。
2011年にRuffn' feat. 荘野ジュリがカバーした。

## 収録曲
全曲 作詞・作曲・編曲：小沢健二
1. ドアをノックするのは誰だ? (ボーイズ・ライフpt.1:クリスマス・ストーリー) WHO'S GONNA KNOCK THE DOOR?(BOY'S LIFE pt.1:A CHRISTMAS STORY)（6:19）
 （ストリングス編曲：服部隆之）
メロディは、ジャクソン5の「I Will Find A Way」のオマージュ。
歌詞にある「マーク外す飛び込みで」というフレーズは、録音時期にスタジオで見ていた1994 FIFAワールドカップに影響を受けている[1]。
2015年3月29日に世田谷文学館で行なわれたシークレットライブでは、サックス奏者のGAMOと共演した[2]。2017年4月23日に放送されたフジテレビ系列の音楽番組『Love music』でも、GAMOと共演した。演奏時には岡崎京子の漫画作品を使用したセットが組まれた[3]。
2. ドアをノックするのは誰だ? (“THE LIFE SHOW”LIVE)（8:01）
ライヴ「THE LIFE SHOW」からのライヴ音源。
3. ドアをノックするのは誰だ? (ドアノック失敗!)（0:40）
歌い出しを間違えてしまったテイクをそのまま収録したライヴ音源。
4. ドアをノックするのは誰だ? (オリジナル・カラオケ)（6:18）

## 参加ミュージシャン
- 小沢健二：Vocal, Acoustic Guitar
- 中村“キタロー”幸司：Electric Bass
- 青木達之：Drums
- 中西康晴：Keyboards
- 朝川朋之：Harp
- 木村誠：Percussion
- 真城めぐみ：Backing Vocal
- The Hip Drops："Hip Drop"
- 服部隆之：Strings Arrangement

## 収録アルバム
ドアをノックするのは誰だ? (ボーイズ・ライフpt.1:クリスマス・ストーリー)
- LIFE
- 我ら、時 通常盤（ライブ音源）[注釈 1]